# Човјек који је знао гдје је сјевер а гдје југ
„Човјек који је знао гдје је сјевер а гдје југ“ је југословенски филм из 1989. године. Режирао га је Недим Ђухерић, а сценарио је написао Ибрахим Луковац према делу Ериха Коша.